# Elena Tărîță
Elena Tărîță (n. 18 noiembrie 1954, Roman, Neamț, România) este o fostă atletă română, specializată în probele de 400 și 800 de metri.

## Carieră
Sportiva a fost legitimată la Clubul Atletic din Roman. A fost multiplă campioană națională și balcanică la 400 m, 800 m și 4x400 m. În 1978 a participat la Campionatul European în sală de la Milano și la Campionatul European de la Praga.
În anul 1980 ea a concurat la Jocurile Olimpice de la Moscova. La proba de 400 de metri nu a reușit să se califice în finală dar s-a clasat pe locul patru cu echipa de ștafetă 4x400 de metri, compusă din Ibolya Korodi, Niculina Lazarciuc, Maria Samungi și Elena Tărîță. Anul următor româncele (Steluța Vintilă, Stela Manea, Ibolya Korodi, Elena Tărîță) au cucerit medalia de bronz la Universiada de la București. La Campionatul European din 1982 au ocupat locul șase.
În 1982 atleta a fost decorată cu Ordinul „Meritul Sportiv” clasa a III-a.

## Palmares
| An   | Competiție                   | Locație                    | Loc | Eveniment | Note    |
| ---- | ---------------------------- | -------------------------- | --- | --------- | ------- |
| 1977 | Universiada                  | Sofia, Bulgaria            | 5   | 800 m     | 2:00,3  |
| 1978 | Campionatul European în sală | Milano, Italia             | 10  | 800 m     | 2:04,3  |
| 1978 | Campionatul European         | Praga, Cehoslovacia        | 12  | 800 m     | 2:01,7  |
| 1978 | Campionatul European         | Praga, Cehoslovacia        | 7   | 4x400 m   | 3:30,7  |
| 1979 | Universiada                  | Ciudad de México, Mexic    | 5   | 400 m     | 52,69   |
| 1980 | Jocurile Olimpice            | Moscova, Uniunea Sovietică | 25  | 400 m     | 52,96   |
| 1980 | Jocurile Olimpice            | Moscova, Uniunea Sovietică | 4   | 4x400 m   | 3:27,7  |
| 1981 | Universiada                  | București, România         | 7   | 400 m     | 53,53   |
| 1981 | Universiada                  | București, România         | 3   | 4x400 m   | 3:30,47 |
| 1982 | Campionatul European         | Atena, Grecia              | 6   | 4x400 m   | 3:29,26 |

## Distincții
- Medalia „Meritul Sportiv” clasa I (15 aprilie 1981) „pentru rezultatele deosebite obținute la Jocurile olimpice de vară de la Moscova — 1980, precum și pentru contribuția adusă la dezvoltarea activității sportive și la creșterea prestigiului sportului românesc pe plan internațional”[9]